# Primula virginis
Primula virginis är en viveväxtart som beskrevs av H. Lév. Primula virginis ingår i släktet vivor, och familjen viveväxter. Inga underarter finns listade i Catalogue of Life.